# Secret (álbum de Ayumi Hamasaki)
Secret é o oitavo álbum de estúdio da cantora Ayumi Hamasaki, lançado em 29 de novembro de 2006 pela Avex Trax. tendo todo sua composição feita pela cantora. O álbum estreou no topo das paradas em toda Ásia, e foi certificado 3x Platina só no Japão. Secret recebeu o prêmio de "Álbum do Ano" no Japan Gold Disc Awards e a faixa "Secret" título do álbum recebeu o prêmio de "Canção Japonesa do Ano" na premiação RTHK International Pop Awards. E foi o 22º álbum mais vendido de 2006 de acordo com a Oricon

## Título
O significado por atrás do título "Secret" é que o álbum é literalmente um segredo. Ayumi tem chamado 'Secret'(Segredo), de modo que as pessoas possam pensar "Esse é um dos meus segredos ou Quando eu ouço essa música, eu acho que sei o seu segredo. As pessoas são capazes de se relacionar com os "segredos de Ayumi Hamasaki" para ver se elas são semelhantes ou iguais, e isso é como Ayumi quer que as pessoas ouçam o álbum. Ayumi continua a reforçar a compreender os outros, ao invés de apenas a si mesmo, como ela afirma:
| “ | Mas não é um segredo, no sentido de que "eu estou a ponto de revelar algo que você não sabia!", em vez disso, poderia ser sobre o "eu" em minha vida diária, ou poderia ser com você ... Todo mundo guarda segredos, não há uma pessoa neste planeta que não tenha pelo menos um segredo, nem existe uma pessoa que pode dizer outros tudo sobre si mesmo. Mesmo quando você tenta entender os outros (ou para ter uma compreensão mútua com os outros), há sempre um "você" que só você conhece. Eu tenho aspectos que apenas algumas pessoas conhecem e aspectos que toda a gente conhece. Isso é o que eu chamo de um segredo. E neste sentido, não há segredos incorporados a este álbum. | ” |

## Informação
Secret originalmente foi anunciado com segundo mini-álbumn da cantora, mais depois foi anunciado em seu site oficial que Secret tinha se tornado um álbum inteiro. ayumi deixou uma menssagem no seu site fã-clube «TeamAyu» (em japonês) ela afirmou que estava fazendo hora extra no estúdio a fim de terminar o álbum a tempo. Ao terminar a canção "Secret" ela tinha terminado as gravações para o álbum inteiro. Ayumi afirmou que ela estava quase em lágrimas com os membros da equipe, porque ela realmente conseguiu estender este álbum a partir de uma track list de sete faixas em um álbum de catorze faixas em questão de semanas

## Faixas
Todas as faixas escritas e compostas por Ayumi Hamasaki. 
| CD             |                                         |                  |         |  |
| N.º            | Título                                  | Música           | Duração |  |
| 1.             | "Not yet (Ainda não)"                   | CMJK             | 2:01    |  |
| 2.             | "until that Day... (até aquele Dia...)" | CMJK             | 4:46    |  |
| 3.             | "Startin' (Começando)"                  | Kazuhiro Hara    | 4:17    |  |
| 4.             | "1 LOVE (UM AMOR)"                      | Yoji Noi         | 4:29    |  |
| 5.             | "It was (Já foi)"                       | Naruya Ihashi    | 4:08    |  |
| 6.             | "LABYRINTH (LABIRINTO)"                 | HΛL              | 1:42    |  |
| 7.             | "JEWEL (JÓIA)"                          | Tetsuya Yukumi   | 4:15    |  |
| 8.             | "momentum (impulso)"                    | Tetsuya Yukumi   | 4:11    |  |
| 9.             | "taskinst"                              | Tasuku           | 1:35    |  |
| 10.            | "Born To Be... (Nascida Para Ser...)"   | Kazuhiro Hara    | 4:49    |  |
| 11.            | "Beautiful Fighters (Belas Lutadoras)"  | Kazuhito Kikuchi | 5:14    |  |
| 12.            | "BLUE BIRD (Pássaro Azul)"              | D・A・I          | 4:08    |  |
| 13.            | "kiss o' kill (Beije Ou Mate)"          | Tetsuya Yukumi   | 4:38    |  |
| 14.            | "Secret (Segredo)"                      | Tetsuya Yukumi   | 4:57    |  |
| Duração total: | Duração total:                          | Duração total:   | 55:10   |  |

| DVD |                                   |         |  |
| N.º | Título                            | Duração |  |
| 1.  | "Startin' (Vídeo Clip)"           | 5:29    |  |
| 2.  | "Born To Be ... (Vídeo Clip)"     | 4:51    |  |
| 3.  | "BLUE BIRD (Vídeo Clip)"          | 4:13    |  |
| 4.  | "Beautiful Fighters (Vídeo Clip)" | 5:57    |  |
| 5.  | "JEWEL (Vídeo Clip)"              | 4:20    |  |
| 6.  | "1 LOVE (Vídeo Clip)"             | 5:03    |  |
| 7.  | "Momentum (Vídeo Clip)"           | 4:58    |  |
| 8.  | "Startin' (Making-of)"            | 4:20    |  |
| 9.  | "Born To Be ... (Making-of)"      | 4:53    |  |
| 10. | "BLUE BIRD (Making-of)"           | 4:11    |  |
| 11. | "Beautiful Fighters (Making-of)"  | 5:17    |  |
| 12. | "JEWEL (Making-of)"               | 4:18    |  |
| 13. | "1 LOVE (Making-of)"              | 4:32    |  |
| 14. | "Momentum (Making-of)"            | 4:14    |  |

## Singles e temas
A música "Startin'" foi usada como tema de abertura do jogo da Capcom para PlayStation 2 Onimusha: Dawn of Dreams, a música "Born to Be..." foi usada como tema no Japão para a cobertura dos Jogos Olímpicos de Inverno de 2006 em Turim na Itália, a música "Blue Bird" foi usada em uma campanha promocional para "Zespri "Gold and Green Kiwi"", O uso de música de Ayumi nos anúncios aumentou as vendas tanto que Zespri lançou uma conferência de imprensa especial para agradecê-la, a música "Beautiful Fighters" foi usada em anúncios para promover o tocador MP3 da Panasonic 'D-Snap', a música "JEWEL" fpi usada no comercial para promover a câmera digital FX07 da Panasonic, a música "1 Love" foi usada em  comerciais para promover os players de aúdio da Panasonic 'D- Snap'(sem apresentar problemas de ruído) e 'D- Dock', a música "Secret" foi usada com tema do filme 'Confession of Pain'.

## Videoclipes
Há um total de sete vídeos Clips (ou PVs ) do álbum. Em ordem de lançamento , eles são "Startin''", "Born to Be...", "Blue Bird", "Beautiful Fighters","Jewel", Momentum" e "1 Love".
- "Startin'" foi o primeiro vídeo, mas ficou fora do álbum e só foi incluído no single Startin' / Born to Be...
- "Blue Bird" foi oficialmente exibido na TV SpaceShower em 9 de junho de 2006
- "Born to Be..." tinha laços temáticos com os Jogos Olímpicos de Inverno de 2006 em Turim na Itália era promovido pelo canal TV Nittele
- "Beautiful Fighters" foi oficialmente exibido na TV SpaceShower em 12 de junho de 2006
- "Jewel" dirigido por Wataru Takeishi, é um dos vídeos musicais mais caros já feitos, supostamente custando mais de 100 milhões iene (Cerca de 1.100.000 milhões dólares americanos)
- "Momentum" foi ao ar pela MTV no dia 28 de novembro de 2006
- "1 Love" apresenta uma proposta onde pessoas ricas (cobertas com máscaras) compram os seres humanos que são escravos, e supostamente, tem habilidades especiais. Ayumi que aparece cantando e dançando. Ela também é vista em uma gaiola, e depois tenta escapar, cobrindo-se com uma das máscaras, apenas para ser encontrado pelo proprietário da oferta.

## Turnê
Com as boas vendas que o álbum teve na Ásia, cerca 2 milhões de cópias vendidas, superando as vendas do álbum anterior (miss)understood, lançou sua primeira turnê internacional Intitulada "Asia Tour 2007 ~ Tour of Secret ~ ", a turnê chegou a vários países e territórios em toda a Ásia, tais como Japão, China, Taiwan e Hong Kong. Como com a maioria dos show de turnê da Ayumi a maioria dos ingressos foram vendidos em poucos minutos. Os bilhetes também vendeu surpreendentemente bem na Ásia. Os ingressos foram vendidos para o concerto de Taiwan em menos de duas horas. Da mesma forma, os bilhetes foram vendidos em menos de três horas em Hong Kong e dentro de seis horas em Xangai. Par promover o álbum, Ayumi contava com suas canções de sucesso de Secret. Isso também marcou o início de seu uso do idioma Inglês em seus concertos e conferências de imprensa em que ela usou para se comunicar fluentemente com os fãs e mídia.